# Johann Christian Hackenschmidt

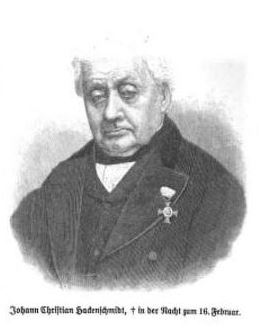
Johann Christian Hackenschmidt

Johann Christian Hackenschmidt (* 20. Mai 1809 in Straßburg; † 16. Februar 1900 ebenda) war ein deutscher Korbmacher und Schriftsteller.
Sein Vater war der Bortenwirker Gottlieb Moritz Hackenschmidt, seine Mutter Marguerite Salomé Zschiederich. Er erlernte das Korbmacherhandwerk, wanderte als Geselle und ließ sich dann als Meister in Straßburg nieder und übernahm das Geschäft eines Paten. Er übernahm Ämter im Waisenhaus in Neudorf (Straßburg), 1846 wurde er Armenpfleger seines Wohnquartiers. Er war ständiger Mitarbeiter beim Strassburger Wochenblatt, beim Elsässischen Sonntagsblatt, L’Almanach des muses und Der gute Bote.
Sein Sohn war der Theologe Karl Hackenschmidt.

## Werke
- (Mit D. Hirtz) Gedichte zum Besten der Erziehungs-Anstalt auf dem Neuhof. Levrault, Straßburg 1841. (Digitalisat)
- Die Kraft des Glaubens oder die Waldenser in Straßburg. Vaterländische Erzählung aus dem 13ten Jahrhundert für die reifere Jugend. Levrault, Straßburg 1842.
- Die Judengasse in Straßburg. Vaterländische Erzählung aus dem 14. Jahrhundert. Levrault, Straßburg 1843.
- Die Reformation in Straßburg. Straßburg 1846.
- Luise Scheppler, die fromme und getreue Magd. Marriott, Basel 1855.
- Armuth und Barmherzigkeit im Elsass. Gesammelt und bearbeitet zum Besten der Neuhofanstalt. Vomhoff, Strassburg 1880.